# NGC 3072
NGC 3072 is een spiraalvormig sterrenstelsel in het sterrenbeeld Waterslang. Het hemelobject werd op 7 februari 1785 ontdekt door de Duits-Britse astronoom William Herschel.

## Synoniemen
- ESO 566-33
- MCG -3-26-1
- PGC 28749